# Siarhej Kalesnik
Siarhej Ivanavitj Kalesnik (belarusiska: Сяргей Іванавіч Калеснік, ryska: Сергей Калесник: Sergej Kalesnik), född 28 januari 1970 i Gomel i Vitryska SSR i Sovjetunionen (nu Homel i Belarus), är en belarusisk före detta kanotist som tävlade för Sovjetunionen och Vitryssland.
Kalesnik tog bland annat VM-guld i K-1 200 meter i samband med sprintvärldsmästerskapen i kanotsport 1990 i Poznań.